# Doubtful Island
Doubtful Island ist eine Insel im Lake Te Anau der Region Southland auf der Südinsel von Neuseeland.

## Geographie
Die Insel befindet sich im mittleren Teil des Lake Te Anau, direkt an der südlichen Seite des Eingangs zum Middle Fiord, einem nach Westen abgehenden Arms des Sees. Doubtful Island verfügt über eine Fläche von 1,285 km² bei einer Länge von 2,2 km in Nord-Süd-Richtung und einer maximale Breite von rund 950 m in Ost-West-Richtung. Die beiden höchsten Stellen der Insel erreichen 308 m und 310 m und liegen zentral, rund 500 m auseinander.
Westlich angrenzend befinden sich drei weitere 273 m bis 329 m hohe Inseln, von denen aber nur Erin Island auf Karten benannt ist. Ebenso die wesentlich kleineren drei Inseln südlich von Doubtful Island, die sich zwischen der Insel und dem rund 530 m entfernten Festland befinden.
Die Insel ist gänzlich bewaldet.